# 八ツ保村
八ツ保村（やつほむら）はかつて埼玉県比企郡に存在していた村。
村名は八ツ林と三保谷宿の両名称の合成による。かつて三保谷宿は三保谷村ではなく、本村に属していた。

## 地理
- 現在の川島町の東部。
- 河川：荒川

## 歴史
- 1889年（明治22年）4月1日 - 町村制施行により、上八ツ林村、下八ツ林村、畑中村、三保谷宿、山ヶ谷戸（やまがいと）村、牛ヶ谷戸（うしがいと）村の6か村が合併し、八ツ保村が成立する。
- 1954年（昭和29年）11月3日 - 中山村、伊草村、三保谷村、出丸村、小見野村と合併し、川島村が成立。
- 1972年（昭和47年）11月3日 - 町制施行により川島町となる。